# Püski
Püski is een plaats (község) en gemeente in het Hongaarse comitaat Győr-Moson-Sopron. Püski telt 678 inwoners (2007).